# Hueter-Dreieck

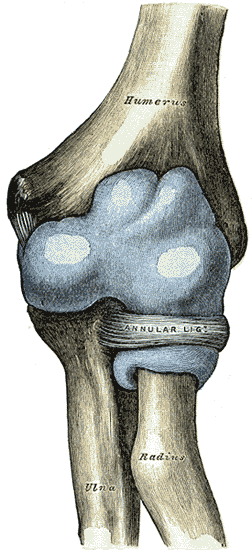
Epicondylus mediales, epicondylus lateralis und Olecranon bilden die Hueter-Linie am Ellenbogen

Das Hueter-Dreieck ist ein gedachtes gleichschenkliges Dreieck, das zur Orientierung an der dorsalen Seite des Ellenbogengelenks verwendet wird. Die Eckpunkte des Dreiecks werden, wenn sich der Arm in Beugestellung befindet, durch den Epicondylus medialis und den Epicondylus lateralis des Oberarmknochens und dem Olecranon der Elle gebildet. In Streckstellung bildet sich die sogenannte Hueter-Linie.
Durch knöcherne Verletzungen oder Luxationen wird die Struktur des Hueter-Dreiecks verändert.
Hueter-Dreieck und Hueter-Linie sind nach dem deutschen Chirurgen Carl Hueter (1838–1882) benannt.